# Паперова лялька

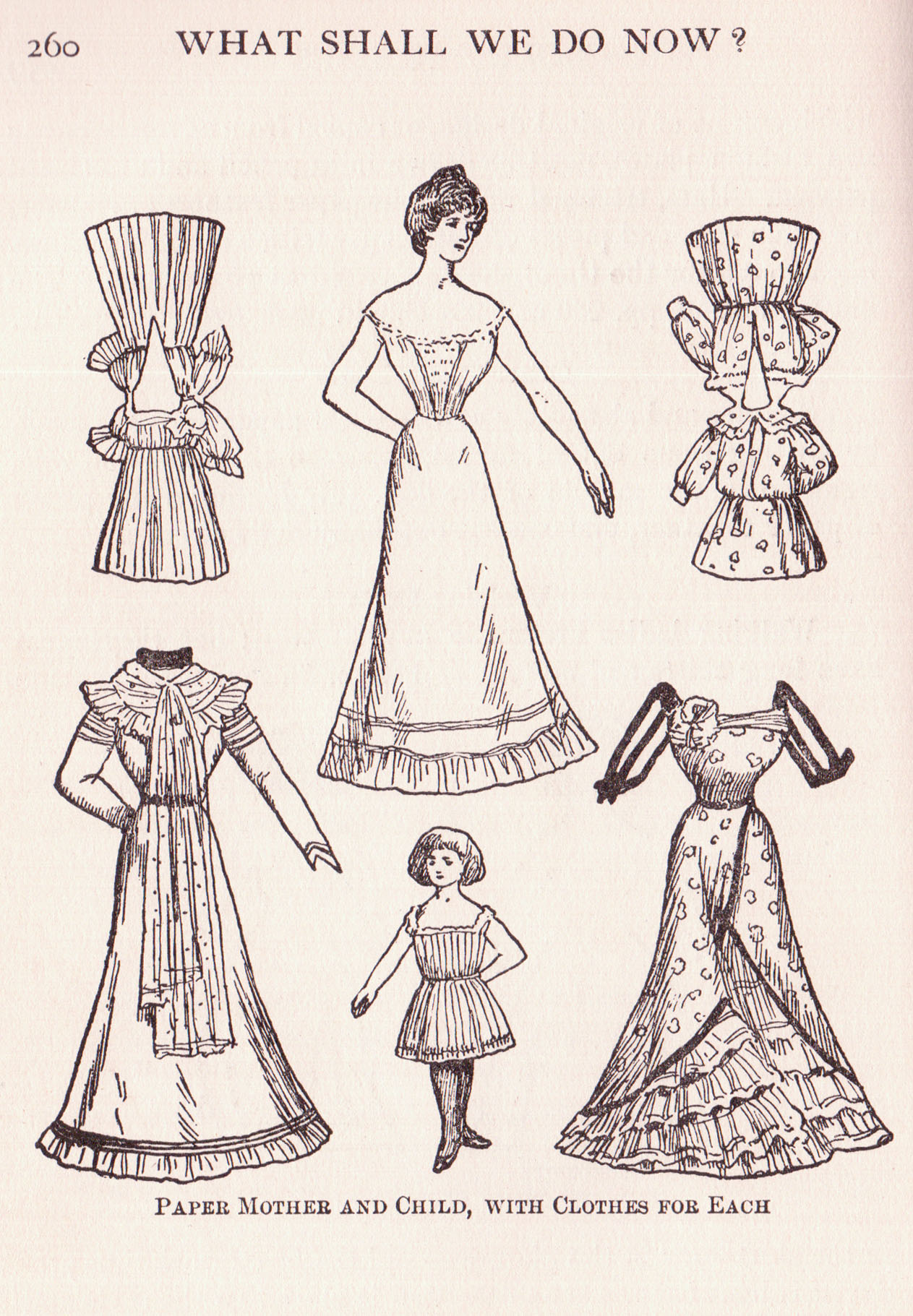
Паперові ляльки матері та дочки з одягом

Паперова лялька — плоска лялька, виготовлена з картону, на яку можна одягати змінне паперове вбрання. Особливістю цієї ляльки є те, що дитина може сама вирізати як саму ляльку, так і одяг для неї.
Перші паперові ляльки з'явилися у XVIII столітті. Але вони використовувалися спочатку не для ігор, а як манекени для показу одягу. На початку XIX століття розпочався масовий випуск паперових ляльок для дітей. Діти мали змогу вирізати ляльки та одяг для них. Найбільш доступними за ціною та різноманітними у 1830-х роках були паперові ляльки американської фірми McLoughlin Brothers. Вони стали прикладом для інших фірм.
Паперові ляльки відзначаються відносною дешевизною, тому доступні для всіх дітей, особливо в періоди економічних скрутів. У СРСР, у період загального дефіциту багатьох товарів, паперові ляльки випускалися у спеціальних книжках, на сторінках дитячих та жіночих журналів. З розвитком Інтернету паперові ляльки можна завантажити та роздрукувати.
Лялька виготовляється з цупкого паперу, насамперед картону, можуть мати спеціальну підставку. Одяг прикріплюється шляхом загинання клапанів. Чорно-білі варіанти передбачають їхнє кольорове розфарбування, що сприймається дитиною як створене нею.
Паперові ляльки при вирізанні, одяганні сприяють розвитку моторики пальців дитини. Гра з ними розвиває естетичний смак, здатність комбінування кольорів, дає уявлення про стилі одягу.